# بخش مرکزی شهرستان دزپارت
بخش مرکزی، یکی از بخش‌های شهرستان دزپارت در استان خوزستان ایران است. مرکز این بخش، شهر دهدز است.

## تقسیمات کشوری
- بخش مرکزی شهرستان دزپارت
  - دهستان دنباله‌رود شمالی
  - دهستان دهدز

شهر: دهدز

## جمعیت
بر پایه سرشماری عمومی نفوس و مسکن در سال ۱۳۹۵، جمعیت بخش مرکزی شهرستان دزپارت برابر با ۱۳٬۰۴۰ نفر بوده است.